# نادي إف إم بي لكرة السلة
نادي إف إم بي لكرة السلة (بالصربية: КК ФМП) كان فريق كرة سلة صربي تأسس في سنة 1975 يقع مقره في بلغراد. تم حل الفريق في سنة 2015

## الإنجازات

### الوطنية
كأس يوغوسلافيا لكرة السلة
- الفوز (1) – 1997

### الإقليمية
الدوري الأدرياتيكي
- الفوز (2) – 2003–04، 2005–06
- الوصافة (1) – 2006–07

## أبرز اللاعبين
من أبرز اللاعبين الذين لعبوا معه:
- براندون بومان
- ديان ميلويفيتش
- دوشان كيكمان
- ماركو مارينوفيتش
- ميل إيليتش
- ميلوش تيودوسيتش
- ملادن شكولاراك
- سلافكو فرانش
- تايرون نيسبي
- فلاديمير رادمانوفيتش

## وصلات خارجية
- الموقع الرسمي